# Един снимачен ден
„Един снимачен ден“ е български телевизионен игрален филм (психологическа драма) от 1969 година на режисьора Борислав Шаралиев, по сценарий на Валери Петров. Оператор е Атанас Тасев. Художник — Мария Иванова. Музиката във филма е композирана от Милчо Левиев.

## Състав

### Актьорски състав
| Роля                | Изпълнител |
| ------------------- | --- |
| двамата актьори     | |
| актрисата           | заслужила артистка Гинка Станчева                                                                                      |
| актьорът            | заслужил артист Апостол Карамитев                                                                                      |
| снимачната група    | |
| режисьорът          | Евстати Стратев |
| асистент-режисьорът | Васил Цонев |
| сценаристът         | Янко Янков |
| операторът          | Никола Рударов (като Николай Рударов)                                                                                  |
| журналистката       | Лидия Вълкова |
|                     | Михаил Лазаров |
| скриптърката        | Живка Станчева |
| звукооператорът     | Александър Благоев |
| гримьорката         | Аделина Михайлова |
| асистент-операторът | Димко Минов |
| старците            | |
| старецът статист    | Марин Тошев |
| старият актьор      | заслужил артист Христо Динев                                                                                           |
| третият старец      | Атанас Христов |
| младежите           | |
| момичето            | Виолета Гиндева |
| момчето             | Николай Узунов |
| приятелката         | Галина Шаралиева |
| любопитните         | Иван Сарафов Грета Ганчева Райна Петрова заслужил артист Димитър Стратев Коста Карагеоргиев Донка Чакова Стефан Бобчев |
| децата              | Красимир Енчев Славчо Николов Олег Попов                                                                               |

### Творчески и технически екип
| Сценарий           | Валери Петров                                   |
| Режисьор           | Борислав Шаралиев                               |
| Оператор           | Атанас Тасев                                    |
| Художник           | Мария Иванова                                   |
| Звук               | Дончо Хинов                                     |
| Музика             | Милчо Левиев                                    |
| Монтаж             | Лина Гешева                                     |
| Грим               | Димитър Коклин                                  |
| Редактор           | Евгени Константинов                             |
| Втори режисьор     | Никола Рударов (като Николай Рударов)           |
| Асистент—режисьори | Михаил Кирков Станко Михайлов Веселина Романова |
| Асистент—оператори | Георги Ночев Атанас Димитров                    |
| Комбинирани снимки | Иван Манев                                      |
| Директор           | Атанас Деспотов                                 |
| Продуцент          | Българска телевизия /Copyright © 1968/          |